# Specimina philologiae Slavicae
Die Reihe Specimina philologiae Slavicae (Sphs) veröffentlicht  seit 1972 Monographien, Sammelbände und Lehrbücher zu allen Gebieten der Slawistik, insbesondere zur Sprach-, der Literatur- und der Kulturwissenschaft. Ab 1984 erscheint neben Sphs noch die Reihe Specimina philologiae Slavicae : Supplementbände (SphsS).
Sphs wurde 1972 von den Frankfurter Slavisten Olexa Horbatsch und Gerd Freidhof begründete und wird heute von Holger Kuße (TU Dresden), Peter Kosta (Universität Potsdam), Beatrix Kreß (Universität Hildesheim), Franz Schindler (Uni Gießen), Barbara Sonnenhauser (UZH) und Nadine Thielemann (WU Wien) herausgegeben. Von Anfang an veröffentlichte die Reihe auch Arbeiten der Mitglieder des Konstanzer Kreises.